# Wilanów Niski
Wilanów Niski – obszar MSI w dzielnicy Wilanów w Warszawie.